# Gmina Mrkonjić Grad
Gmina Mrkonjić Grad (serb. Општина Мркоњић Град / Opština Mrkonjić Grad) – gmina w Bośni i Hercegowinie, w Republice Serbskiej. W 2013 roku liczyła 15 926 mieszkańców.